# Saint-Ouen-des-Alleux
Saint-Ouen-des-Alleux (tiếng Breton: Sant-Owen-an-Alloz) là một xã của tỉnh Ille-et-Vilaine, thuộc vùng Bretagne, miền tây bắc nước Pháp.

## Dân số
Người dân ở Saint-Ouen-des-Alleux được gọi là Audonniens.
| Năm | 1962 | 1968 | 1975 | 1982 | 1990 | 1999 |
| --- | ---- | ---- | ---- | ---- | ---- | ---- |
| Dân số | 887  | 829  | 738  | 729  | 797  | 923  |
| From the year 1962 on: No double counting—residents of multiple communes (e.g. students and military personnel) are counted only once. |      |      |      |      |      |      |

## Twin towns
- St Gennys, Anh